# Ремарка (литература)
Ремарка (от франц. remarque — замечание, примечание) — в литературе — внесюжетный элемент произведения; композиционно-стилистический приём, заключающийся в отступлении автора от непосредственного сюжетного повествования. Как правило, дополняет сюжетную линию или выражает отношение автора к изображаемому. Иногда заменяет собой значительные объёмы сюжетной линии или является альтернативой фактическому сюжету. Может принимать различные формы:
- обстоятельства места, времени, текущих событий или отсылка читателя к финалу произведения; зачастую располагается в начале повествования;
- автобиографические воспоминания автора;
- нравоучительное, ироническое или провоцирующее обращение автора к читателю;
- эмоциональное отношение автора к изображаемому (лирическое отступление);
- отсылка читателя к последующим событиям сюжета (флешфорвард);
- отсылка читателя к предыдущим событиям сюжета (аллюзия или флешбэк);
- лаконичное изложение судьбы героев произведения после фактического окончания сюжета; располагается в конце произведения, иногда в форме эпилога;
- пояснения, переводы, вынесенные автором за собственно текст произведения (сноска, примечание);
- иные авторские рассуждения, размышления, уточнения.